# Peștera Bârzoni
Peștera Bârzoni este o arie protejată de interes național ce corespunde categoriei a IV-a IUCN (rezervație naturală de tip speologic), situată în județul Caraș-Severin, pe teritoriul administrativ al comunei Cornereva.
Rezervația naturală aflată în Munții Cernei, în versantul estic al masivului Geațiul Inelat, în partea sud-estică a satului Ineleț, inclusă în Parcul Național Domogled - Valea Cernei, are o suprafață de 0,10 ha, și reprezintă o cavitate (peșteră de interes speologic) de mărime medie, cu o lungime de 400 m, cu formațiuni de stalactite, stalagmite, cruste parietale, cruste de planșeu, coloane, perle și odontolite.